# Mount Pleasant (Iowa)
Mount Pleasant è una città degli Stati Uniti d'America, situata nello Stato dell'Iowa e in particolare nella Contea di Henry, della quale è il capoluogo.